# پتاگیا
پتاگیا (به لاتین: Pentageia) یک منطقهٔ مسکونی در قبرس است که در ناحیه نیکوزیا واقع شده‌است.

## خصوصیات
پتاگیا ۱٬۲۱۸ نفر جمعیت دارد.